# Červený Dvůr (Chvalšiny)
Ves Červený Dvůr je součástí obce Chvalšiny. Leží při silnici z Chvalšin do Českého Krumlova.

## Historie
První písemná zmínka o vesnici pochází z roku 1600.

## Zámek a léčebna Červený Dvůr
V osadě se nachází pozdně barokní zámek, obklopený rozsáhlým romantickým parkem. Původně zde stál renesanční letohrádek. Zámek obsahuje řadu hodnotných interiérů, především čínský sál s malbami Františka Jakuba Prokyše z roku 1756.
V současnosti zámek slouží jako protialkoholní léčebna. V roce 1965 MUDr. Vl. Řezníček, první ředitel léčebny, navrhl využití chátrající a prázdné zámecké budovy jako léčebny pro osoby závislé na alkoholu a drogách (v té době již byly vyčleněny peníze na demolici budovy). Návrh zaujal mnohé vlivné místní veřejné činitele (MUDr. J. Pavlína, MUDr. M. Maňhala, J. Káru, pracovníky stavebního podniku, památkáře aj.), ale návrh se podařilo prosadit teprve díky skutečnosti, že K. Klečatský z Kaplice, veterán druhé světové války, byl bratrem pracovníka na tehdejším předsednictvu vlády. Do roka (1. července 1966) byl zahájen provoz v jednom křídle budovy. Pacienti v rámci pracovní terapie pomáhali řemeslníkům při rekonstrukci budovy, ta byla dokončena v roce 1970. Tehdejší doba byla, ovšem jen krátce, příznivá terapeutické aplikaci LSD. Vedle „skálovského“ terapeutického systému podstupovali pacienti od samého vzniku léčebny také arteterapii. (Vedoucí arteterapeut PhDr. Milan Kyzour senior po změně společenské situace na počátku devadesátých let založil na pedagogické fakultě v Českých Budějovicích ateliér arteterapie.)
V létě roku 2008 došlo, v souladu s podmínkami udělení grantu EU, ke vzniku samostatného ženského oddělení.